# Carte blanche (DJ Snake)
Carte blanche è il secondo album in studio del DJ francese DJ Snake, pubblicato il 26 luglio 2019 dalla Geffen Records.

## Antefatti
Grigahcine aveva dichiarato sui social media il 15 luglio di avere un "grande annuncio" da pubblicare il giorno seguente. Il 16 luglio ha rivelato la data di uscita e pubblicato la copertina, una foto dell'angolo sinistro dell'Arco di Trionfo, in cima alla quale si è esibito nel 2017.

## Tracce
1. Butterfly Effect
2. Quiet Storm (con Zomboy)
3. When the Lights Go Down
4. Recognize (feat. Majid Jordan)
5. No More (feat. ZHU)
6. Made in France (con Tchami, Malaa, Mercer)
7. Enzo (con Sheck Wes; feat. Offset, 21 Savage, Gucci Mane)
8. Smile (feat. Bryson Tiller)
9. Try Me (con Plastic Boy)
10. Loco contigo (con J Balvin, Tyga)
11. Taki Taki (feat. Selena Gomez, Ozuna, Cardi B)
12. Fuego (con Sean Paul, Anitta, Tainy)
13. Magenta Riddim
14. Frequency 75
15. SouthSide (con Eptic)
16. No Option (feat. Burna Boy)
17. Paris (feat. GASHI)

## Classifiche

### Classifiche settimanali
| Classifica (2019) | Posizione massima |
| ----------------- | ----------------- |
| Austria           | 69                |
| Belgio (Fiandre)  | 39                |
| Belgio (Vallonia) | 23                |
| Canada            | 24                |
| Danimarca         | 14                |
| Finlandia         | 38                |
| Francia           | 5                 |
| Germania          | 99                |
| Italia            | 19                |
| Lituania          | 25                |
| Norvegia          | 21                |
| Paesi Bassi       | 23                |
| Stati Uniti       | 48                |
| Svezia            | 25                |
| Svizzera          | 27                |

### Classifiche di fine anno
| Classifica (2019) | Posizione |
| ----------------- | --------- |
| Francia           | 83        |
| Classifica (2020) | Posizione |
| Francia           | 153       |